# Schlachtgeschwader 104
La Schlachtgeschwader 104 (SG 104) (104e escadron d'attaque au sol) est une unité d'attaque au sol de la Luftwaffe pendant la Seconde Guerre mondiale. 

## Opérations
Le SG 104 a mis en œuvre principalement des avions Focke-Wulf Fw 190 et Junkers Ju 87.

## Organisation
Le SG 104 est démantelé le 1er avril 1945, et les 1200 hommes sont transférés dans la zone de Berlin le 14 avril 1945, pour des missions de combat au sol.
Il a été subordonné à la Luftflotte 10 et plus tard, à la 3. Flieger-Schul-Division.

### Stab. Gruppe
Le Stab./SG 104 est formé le 2 août 1944 à Tutow à partir du Stab/Kampfbeobachterschule 3.
Il est dissous le 1er avril 1945.

Geschwaderkommodore (Commandant de l'escadron) :
| Début            | Fin             | Grade          | Nom                  |
| ---------------- | --------------- | -------------- | -------------------- |
| 2 août 1944      | 14 octobre 1944 | Oberst         | Hans Steinweg        |
| ?                | ?               | ?              | ?                    |
| 15 décembre 1944 | 1er avril 1945  | Oberstleutnant | Gustav Pressler (en) |

### I. Gruppe
Formé le 2 août 1944 à Tutow  à partir du I./Kampfbeobachterschule 3 avec :
- Stab I./SG 104 nouvellement créé
- 1./SG 104 nouvellement créé
- 2./SG 104 nouvellement créé
- 3./SG 104 nouvellement créé

Le I./SG 104 est dissous le 1er avril 1945.
Gruppenkommandeure (Commandant de groupe) :
| Début             | Fin             | Grade     | Nom              |
| ----------------- | --------------- | --------- | ---------------- |
| 24 septembre 1944 | 23 octobre 1944 | Hauptmann | Lothar Meyer     |
| 24 octobre 1944   | 3 mars 1945     | Major     | Bruno Meyer (en) |
| 4 mars 1945       | Avril 1945      | Hauptmann | Eugen Baureithel |
| Avril 1945        | 1er avril 1945  | Hauptmann | Walter Eismann   |

### II. Gruppe
Formé le 2 août 1944 à Tutow  à partir du II./Kampfbeobachterschule 3 avec :
- Stab II./SG 104 nouvellement créé
- 4./SG 104 nouvellement créé
- 5./SG 104 nouvellement créé
- 6./SG 104 nouvellement créé

Le II./SG 104 est dissous le 1er avril 1945.
Gruppenkommandeure :
| Début             | Fin               | Grade     | Nom              |
| ----------------- | ----------------- | --------- | ---------------- |
| 2 août 1944       | 13 septembre 1944 | Major     | Ernst Haller     |
| 14 septembre 1944 | Décembre 1944     | Hauptmann | Josef Berlage    |
| Décembre 1944     | Février 1945      | Hauptmann | Werner Dedekind  |
| Février 1945      | 1er avril 1945    | Hauptmann | Eduard Weihrauch |